# Jürgen Bogs
Jürgen Bogs (Casekow, 19 gennaio 1947) è un allenatore di calcio ed ex calciatore tedesco.
Con dieci titoli e due coppe nazionali vinte sulla panchina della Dinamo Berlino, detiene il record di allenatore più titolato della DDR-Oberliga.

## Carriera
Al termine della sua carriera di calciatore, svoltasi tra gli anni sessanta e gli anni settanta tra le file dell'Aufbau Schwedt (club allora militante in DDR-Liga, la seconda divisione del campionato di calcio tedesco orientale), Bogs fu assunto come allenatore della Dinamo Berlino, squadra a cui il suo nome è quasi esclusivamente legato.
Allenò il club in tre periodi diversi della sua storia. Fu infatti chiamato per la prima volta ad allenare il club di Berlino Est nel 1978, rimanendovi fino alla fine della stagione 1988-89: in quel periodo Bogs trascinò la squadra alla conquista di dieci titoli consecutivi, anche se il risultato fu raggiunto grazie ad alcuni metodi illeciti (arbitraggi corrotti, trasferimenti pilotati ed altre irregolarità sportive) adottati dal presidente Erich Mielke, allora capo della Stasi (ente che patrocinava la Dinamo Berlino). Negli ultimi due anni di gestione della Dinamo Berlino prima della caduta del muro di Berlino Bogs ebbe inoltre modo di vincere due edizioni consecutive della coppa nazionale (1987-88, 1988-89).
Dopo la caduta del muro di Berlino, Bogs fu richiamato ad allenare la Dinamo Berlino nella stagione 1990-91, ultima edizione del campionato tedesco orientale, per poi essere confermato alla guida della squadra (ammessa in Oberliga Nordost dopo i playoff) al termine del campionato. Rimasto alla guida della Dinamo Berlino fino all'ottobre del 1993, Bogs negli anni successivi allenò alcune squadre tedesche militanti in Regionalliga (tra cui il Kickers Emden), fino al ritorno, nel gennaio del 2000, sulla panchina della Dinamo Berlino. La terza gestione Bogs della panchina del club di Berlino durò fino al dicembre 2001, quando la squadra andò in bancarotta. A partire dall'ottobre del 2009 fino all'aprile 2010 Bogs allenò lo Schwedt 02.

## Palmarès
- Campionato tedesco orientale: 10  (record)

1978-79, 1979-80, 1980-81, 1981-82, 1982-83, 1983-84, 1984-85, 1985-86, 1986-87, 1987-88
- Coppa della Germania Est: 2

1987-88, 1988-89